# Xavier de Montbron
Xavier de Chérade de Montbron, usuellement appelé Xavier de Montbron, est un pilote de chasse français né à Forsac (Benayes, Corrèze) le 18 août 1916 et mort à Mont-de-Marsan le 21 avril 1955.

## Biographie

### Famille
Xavier de Chérade de Montbron est un membre de la famille de Chérade de Montbron, fils d'Henri de Chérade de Montbron et de Marguerite de Sarcus. Il épouse Charlotte de Malet.

### Formation
Après avoir obtenu son baccalauréat au collège des Pères Jésuites de Sarlat, il est appelé au service militaire en 1938.

### Carrière
En mars 1939, il rejoint l'Armée de l'air en tant que qu'élève-officier de carrière. Il obtient son brevet de pilote en novembre 1939, après quoi il suit un stage à l'école de chasse d'Avord. Il rejoint ensuite la base aérienne 127 où il va terminer sa formation peu de temps avant l'armistice de juin 1940.

#### Seconde Guerre mondiale
Le 24 juin 1940, il part pour le Royaume-Uni à bord de l'Aranda Star pour rejoindre les rangs du général de Gaulle. Alors adjudant, il est entraîné par la Royal Air Force et intègre le 64 Squadron avec son ami Maurice Choron le 14 septembre 1940.
Le 2 octobre 1940, il prend part à la bataille d'Angleterre à bord de son Spitfire. Le 1er novembre, il abat un Messerschmitt Bf 109. C'est la première victoire homologuée des Forces aériennes françaises libres. Il abat encore un Ju 88 le 9 novembre.
Le 16 juin 1941, alors chef de patrouille, il est pris en chasse par plusieurs appareils ennemis qui endommagent sévèrement son appareil.
Le 3 juillet 1941, son avion est abattu au-dessus de Saint-Omer. Il est alors fait prisonnier par les Allemands qui le mettent en détention à l'Oflag XXI (en Pologne). Il ne sera libéré qu'en mai 1945.

#### Après-guerre
Après sa libération, il est nommé capitaine. Il sert d'abord au Maroc, à l'école de Chasse de Meknès, avant de rentrer en France pour intégrer la base 102 à Dijon en mai 1949.
En février 1952, il est nommé commandant et rejoint le Centre d'expériences aériennes militaires (CEAM) où il servira en tant que pilote d'essai.
Le 21 avril 1955, alors qu'il rentre d'un vol d'essai sur un Vampire X-4476, les trains d'atterrissage ne s'ouvrent pas, l'avion s'écrase et il trouve la mort dans l'accident. Il sera inhumé à Benayes.

## Décorations
- Chevalier de la Légion d'honneur
- Compagnon de la Libération par décret du 3 octobre 1941
- Croix de guerre 1939–1945  (2 citations)
- Médaille de l'Aéronautique
- Médaille commémorative française de la guerre 1939–1945 avec agrafes « France », « Grande-Bretagne », « Allemagne », « Libération »
- War Medal 1939-1945 (GB)
- 1939-45 Star (GB), avec agrafe « Battle of Great Britain »
- Air Crew Europe Star (GB)

## Hommages
- Plaque commémorative à Mont-de-Marsan, « Mort en service aérien commandé le 21 avril 1955, Commandant Xavier de Chérade de Montbron ».
- Inscrit au Battle of Britain London Monument.